# オセアニアのチャイナタウン
この記事はオセアニアのチャイナタウン（Chinatowns in Oceania）についての記事である。チャイナタウンの現状に加え、各地の中華系移民の入植の歴史についても一部記述する。

## オーストラリア連邦

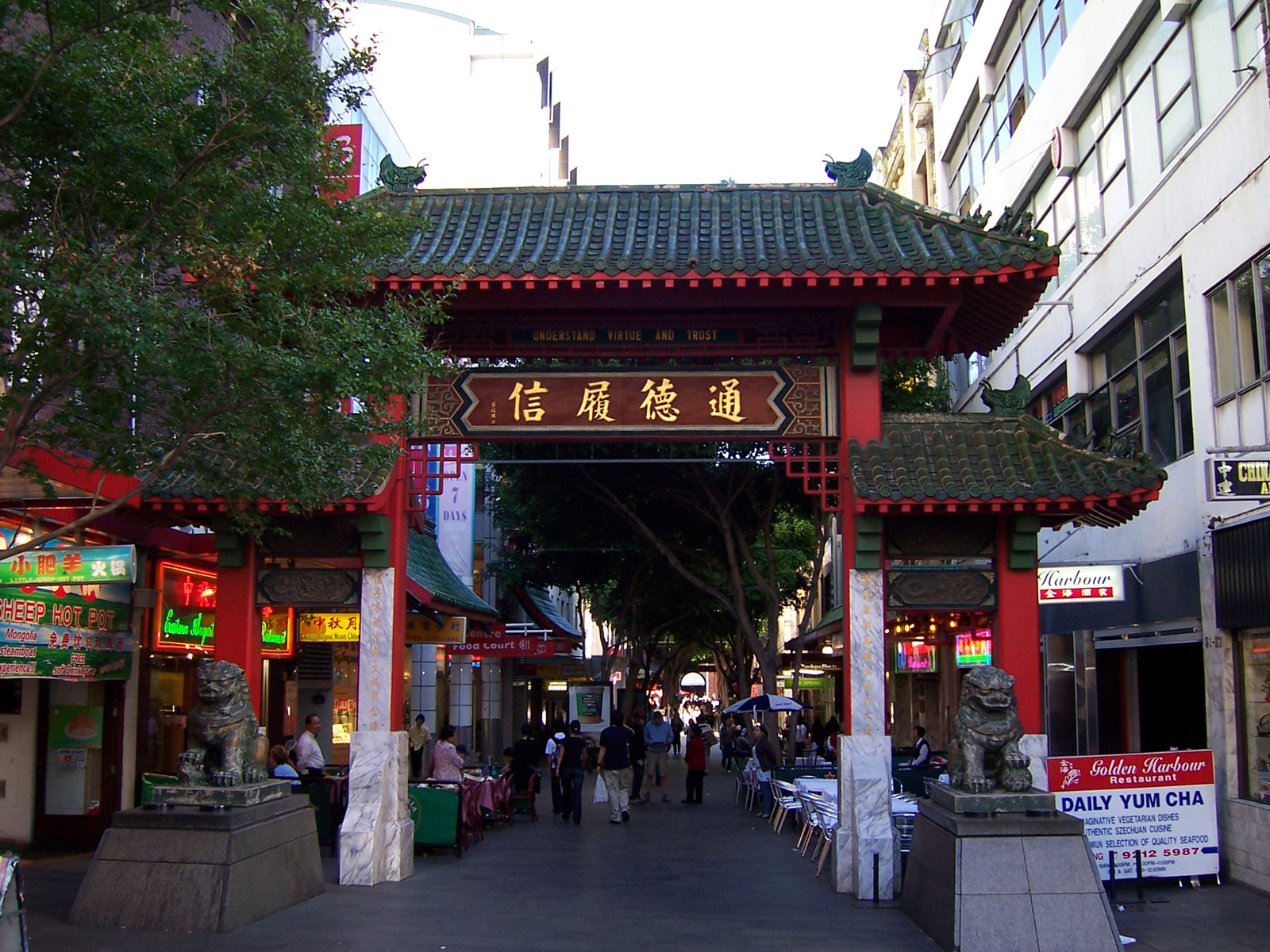
シドニーの中華街の牌坊

主要記事：オーストラリアのチャイナタウン（英語版）
オーストラリアのアジア系移民の中で、中華系移民はその大多数を占めている。初期の中華系移民はオーストラリアのゴールドラッシュの時代に始まり、主に広東・福建からの移民が多く広東省台山市や福建省中山市からやってきた移民や客家系の者が多かった。北米の華僑がそうであったのと同様に、中華系移民は差別され、加えて1870年代後半からの白豪主義により中華系移民含むアジア系の移民への制限が課された。しかし1970年代に入るとオーストラリアは多文化政策へと方向転換することとなり、移民制限が解除され新世代の華僑が主に香港や中華人民共和国本土より流入してきた。

### シドニー
主要記事：Chinatown, Sydney
シドニーの最初の中華街は1850年代に港に隣接した ザ・ロックス 地区 に形成され、その後ダーリングハーバーの マーケット通り周辺へ移転した。そして1920年代、現在地である ヘイマーケット のディクソン通りを中心としたエリアに移転した。姉妹都市の広州市の協力で設置された中国庭園が隣接している。
シドニー郊外には衛星的な中華街がみられる。 Cabramatta, Ashfield, Hurstville, Eastwood, Campsie, Parramatta, Chatswood, Burwood そして Flemington といった地区は中国系オーストラリア人の居住者が多く、駅前の商店街には中国系の商店が並んでいる。

### メルボルン

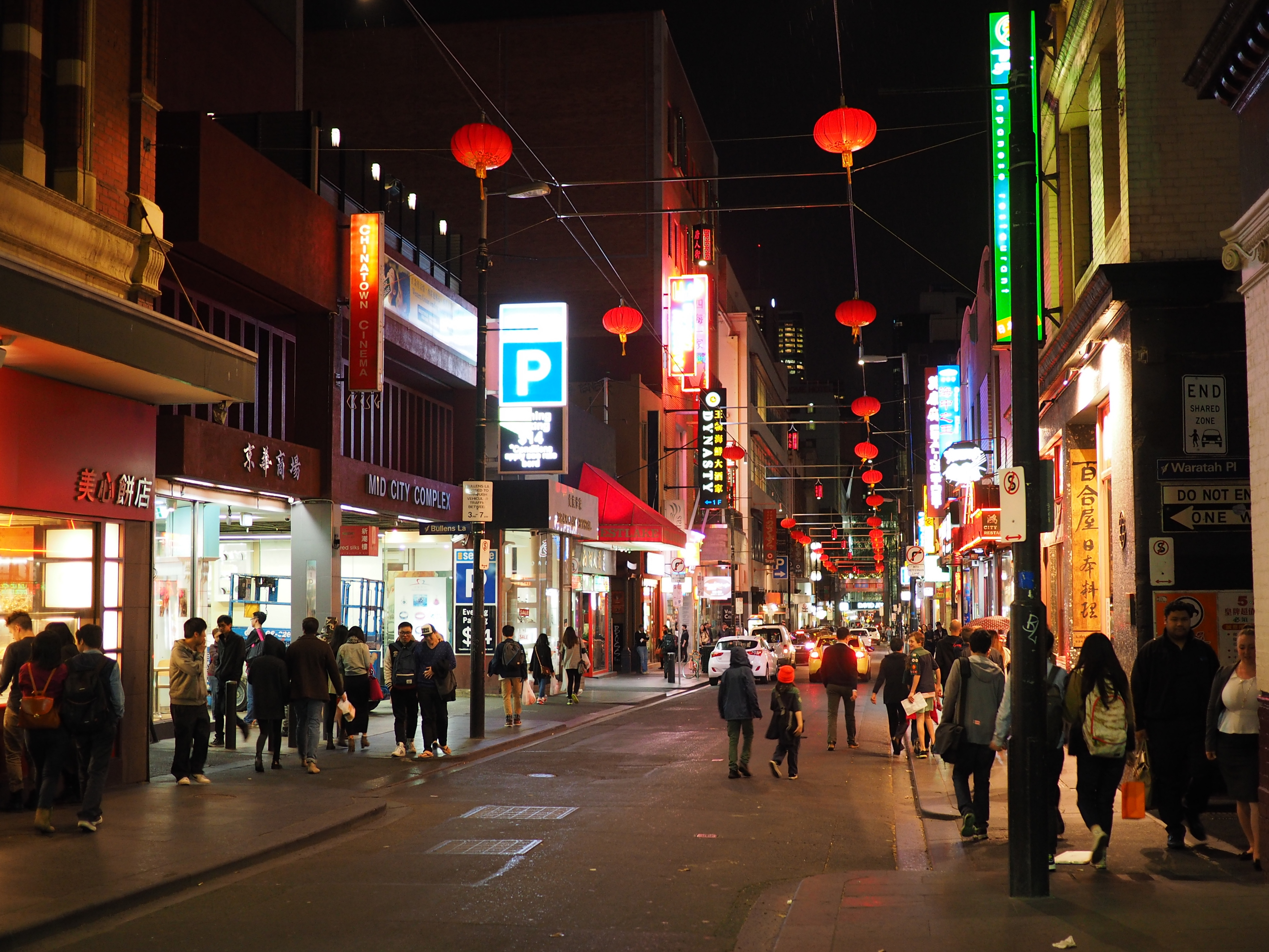
リトルバーク通り

主要記事：Chinatown, Melbourne
メルボルンの中華街はリトルバーク通りを中心としてロンズデイル通りやラッセル通り周辺に広がっている。細い路地にも店が並んでおり密集度の高い中華街である。一方、大通りに面した店はあまり多くない。1850年代のゴールドラッシュ時代に形成された歴史ある中華街でヴィクトリア時代の建物が良く残る。

### ブリスベン
ブリスベンの中華街はフォーティテュード・ヴァリーに位置し、中華街の入り口には中国様式のゲートがある。近くにストーリー橋がある。中華街は分散化の傾向があり、近年はブリスベン南部にあるサニーバンク周辺にも中華レストランが増えつつある。

### アデレード
主要記事：China Town, Adelaide
アデレードの中華街はグロウト及び Gougerグーガー通り間のMoontaムーンタ通り沿いのアデレードセントラルマーケット地域内に位置している。

### パース
パースには明確な中華街が存在しないが、市内中心のノースブリッジ地区には、アジア系住民による経営の商店やレストランが集まっている。

## フランス領ポリネシア
フランス領ポリネシアの Quartier Chinois と呼ばれる中華街は、タヒチ島のパペーテにある。最初の中華系移民が上陸したのは1865年のことであり、客家系の移民がフレンチポリネシアの綿のプランテーション農場の労働力として投入され、移民たちは重労働を強いられた。昨今ではフランスに再移住する中華系移民が多くフランス領ポリネシアの中華系移民の数は減少傾向にある。

## グアム
首都ハガニア（アガニャ）
最初の中国移民はスペイン植民地時代に移住し、彼らの子ども世代はスペイン語を話した。日本、韓国、タイ、ヴェトナム、フィリピン、チャモロ、その他のアジア系移民も移住し、グアムにマルチ・アジア地区を形成した。これらのアジア移民はハワイやアメリカ本土に移住した人々もいる。

## ナウル共和国
唯一のナウル共和国の中華街はアイウォ地区内の Aiue Boulevard に位置している。

## ニューカレドニア
- ヌメア ：ベトナム人、中国系ベトナム人、中国系インドネシア人の移民であり、多くは難民として移住した者達である。また、ここからフランスに再移住したものも多い。

## ニュージーランド
東南アジア移民が比較的多いニュージーランドではあるが、隣国のオーストラリアに比べると、ニュージーランドの中国系移民の割合はそれほど多いものではない。
初期の中華系移民は広東から、1861年のオタゴのゴールドラッシュの時期に始まり、オタゴ近郊のローレンス・アローズタウンでは現在も当時の金鉱の風景を模した博物館が存在する。この1860年代の移民は爆発的に流入があり、南島のダニーデンにはその当時の移民の中国庭園も残り、また2004年から2010年までのダニーデン市長ピーター・チンはこの当時の中華移民の子孫である。19世紀後期から20世紀初頭にかけてダニーデン市内の中央金融地区の南端であるラッタレーストリートからスタッフォードストリートにかけてのエリアでチャールズ・シュー・ホイの経営する貿易会社を軸とした交易が盛んとなった。現在ダニーデンにはチャイナタウンは存在しないが、ジョージストリートの北方は中華系を含む東アジア移民のコミュニティが存在する。
かつてはオークランドのグレイズアベニューやウェリントンのハイニングストリートなどで中華街が存在したが現存しない。大きなコミュニティとして現在成長しているものにクライストチャーチと前述したダニーデンが存在する。
元々の移民としては香港からのものが多く定住している。現在の傾向としてはニュージーランドの大学進学を目的とした移民が多く、大学側も東アジアからの留学生に対して好意を示している。これらは他のアジア系住民と一種のアジアンコミュニティを形成するに至る。
なお2002年に、ニュージーランド政府は一世紀前に不当に課税されていた中華系移民に対して公式謝罪を行った。

## 北マリアナ諸島
サイパンはチャイナタウンがある町として知られる。実際は中国人は少なく、雑貨店は中国人ではなく韓国人経営である場合が多い。

## パプアニューギニア
ラバウルに最初のチャイナタウンが出来た。首都のポートモレスビーにもチャイナタウンが存在するが、現在中華系移民はオーストラリアに再移住する者が多い。

## ソロモン諸島
首都ホニアラに存在し、首都地域の南方に位置し地名も残っているが、2006年4月の首相選挙の後の暴動で著しく破壊され、中華系移民は国外に移動し今は殆どいない。今のチャイナタウンは雑貨屋と中華学校の跡地が残る寂れた街となってしまっている。

## バヌアツ共和国
ポートヴィラに小さなチャイナタウン。ヴェトナム人と中国人を含む。